# Young Dre the Truth
Young Dre the Truth, właściwie Andre Terry – amerykański raper i aktor pochodzący z Los Angeles w stanie Kalifornia, znany ze współpracy przy soundtrackach gier firmy EA Games takich, jak Fight Night Round 4, Madden 09, Madden 10, The Sims 3 i NBA Live 09.

## Kariera
Andre w trzeciej klasie zaczął pisać wiersze, natomiast w piątej zajął się rapem. Jego pierwszy album, nagrany w g-funkowym stylu, został wydany w roku 1991. Young Dre, Young Maylay i Killa Polk tworzą razem grupę OBG Rider Clicc. Raper wystąpił gościnnie na pośmiertnym albumie Tupaca „Pac’s Life”. Współpracował z takimi artystami, jak Snoop Dogg, E-40, Benji Madden, Nate Dogg i Young Maylay. Young Dre zagrał niewielkie role w filmach Raperzy z Malibu oraz Ojciec Mojego Dziecka. Z czasem artysta zaczął reżyserować własne teledyski i został jednym z reżyserów i scenarzystów filmu Just Another Day, którego premiera miała miejsce w 2010 roku.

## Pseudonim
Raper, zapytany o pochodzenie swojego pseudonimu, odpowiada:

...urodziłem się z tym. Mam na imię Andre. Young (młody), ponieważ jestem najmłodszy w grupie, a The Truth (prawda) pochodzi od moich ludzi z ulic, którzy dobrze mnie znali. Zaczęli mówić: ,,you speak the truth"(dobrze mówisz, mówisz prawdę), więc później dodałem to do mojego pseudonimu.

## Dyskografia
- 1997: Hated By Many
- 2005: Revolution In Progress: The Movement
- 2008: Bigga Than Life (EP)

## Filmografia
- 2003: Raperzy z Malibu
- 2004: Ojciec Mojego Dziecka
- 2010: Just Another Day